# Buchschraube

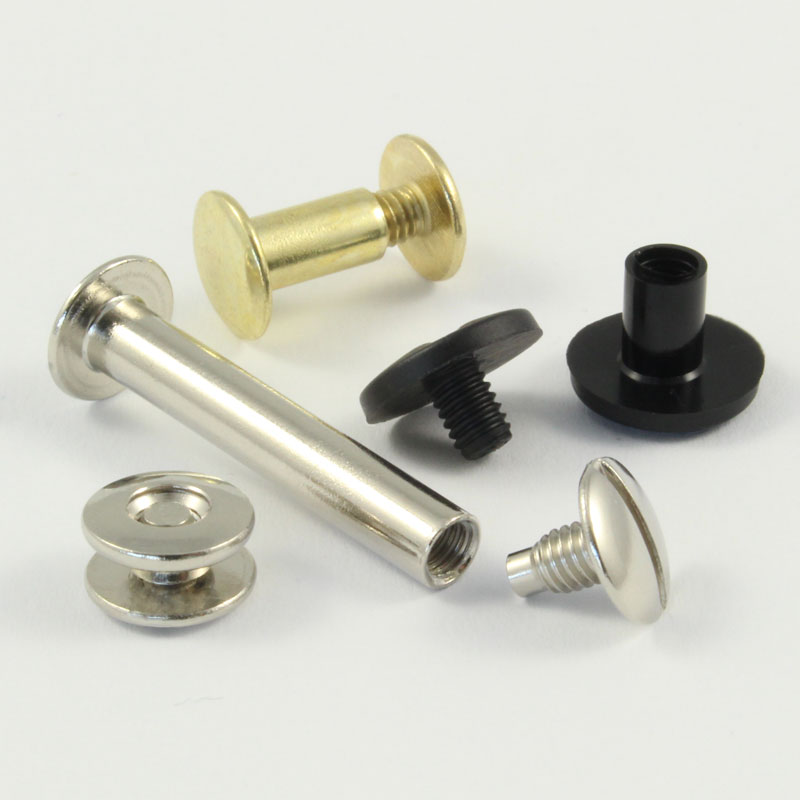
Buchschrauben

Buchschrauben (seltener Buchbinderschrauben oder Chicago-Schrauben; englisch screw post) werden zur repräsentativen Heftung von Büchern, Broschüren oder Loseblattwerken verwendet, dem sogenannten Schraubband.
Die aus Metall (oft vernickelt oder messingfarben) oder Kunststoff hergestellten Schrauben bestehen aus zwei Teilen, die beide in einem scheibenförmigen Kopf mit einem Durchmesser von acht bis zehn Millimetern besitzen. Ein Schraubenteil trägt ein gewöhnliches Normgewinde. Der andere Teil besteht demgegenüber aus einer Schafthülse mit typischerweise fünf Millimetern Außendurchmesser und einem M4-Innengewinde, in welche der erste Teil eingeschraubt werden kann.
Die Länge des Schafts sollte der Anzahl und Dicke der Blätter des zu bindenden Werks entsprechen. Übliche Längen reichen von zwei Millimetern für wenige Blätter – etwa in Speisekarten oder Vertragsdokumenten – bis zu fünfzehn Zentimetern für umfangreiche Alben mit Kartonpapier. Der Schaft kann in standardgelochte Umschlag- und Innenseiten eingesteckt werden. Anschließend wird die scheibenförmige Kopfschraube eingedreht.
Vorteil dieses Heftverfahrens ist die lösbare Verbindung, die einen nachträglichen Austausch von Seiten erlaubt. Von Nachteil kann sein, dass die Verarbeitung in der Regel manuell erfolgt, so dass sich diese Art der Bindung nur bei Kleinauflagen empfiehlt.
Auch in der Lederverarbeitung können diese Schrauben anstelle von Nieten verwendet, wenn eine lösbare Verbindungen hergestellt werden soll, etwa um eine auswechselbare Gürtelschließe zu befestigen.